# Euphorbia pyrenaica
Euphorbia pyrenaica là một loài thực vật có hoa trong họ Đại kích. Loài này được Jord. mô tả khoa học đầu tiên năm 1846.